# Lorenzo Colombo
Lorenzo Colombo (Vimercate, 8 maart 2002) is een Italiaans voetballer die doorgaans als aanvaller speelt. Hij stroomde in 2020 door vanuit de jeugd van AC Milan.

## Clubcarrière
Colombo speelde tien jaar in de jeugdopleiding van AC Milan. Hiervoor debuteerde hij op 12 juni 2020 in het eerste elftal, tijdens een wedstrijd in de Coppa Italia tegen Juventus. Zijn competitiedebuut volgde op 18 juli 2020, tegen Bologna. Hij maakte op 24 september 2020 zijn eerste doelpunt voor Milan, in de Europa League tegen FK Bodø/Glimt. Colombo zat in zijn eerste halfjaar bij de selectie regelmatig op de bank, maar kwam sporadisch in actie. AC Milan verhuurde hem in januari 2021 voor de rest van het seizoen aan Cremonese en gedurende heel 2021/22 aan SPAL. Zo kwam hij in anderhalf jaar tot 47 wedstrijden in de Serie B. Hij bracht daarna 2022/23 op huurbasis door bij Lecce, waarmee hij net boven de degradatiestreep eindigde in de Serie A. Dankzij zijn doelpunten sleepten zijn ploeggenoten en hij een punt uit het vuur uit bij Napoli en wonnen ze van Lazio en Monza.
Hierna werd hij verhuurd aan achtereenvolgens AC Monza en Empoli.

## Interlandcarrière
Colombo maakte deel uit van vrijwel alle Italiaanse nationale jeugdselecties vanaf Italië -15. Hij bereikte met Italië -17 de finale van zowel het EK –17 van 2018 als het  EK –17 van 2019. Hij scoorde twee keer in de finale van het laatstgenoemde toernooi, maar verloor toch met 4–2 van Nederland –17. Colombo maakte deel uit van Italië -21 op zowel het EK –21 van 2021 als het EK –21 van 2023.